# Chylothorax
Der Chylothorax ist eine Ansammlung von Lymphflüssigkeit (griechisch Chylos = ‚Milchsaft‘) im Bereich der Pleurahöhle. Dies geschieht in der Regel durch eine Verletzung des sogenannten Brustmilchganges (Ductus thoracicus). Dieser führt am Tag bis zu vier Litern Lymphe aus einem Großteil des Körpers zurück ins venöse Blut. Bei Verletzungen läuft diese Lymphe in angrenzende Strukturen (Chylorrhö). Außer der Brusthöhle kann die Lymphe vor allem bei schweren Traumata außerdem in den Herzbeutel (sog. Chyloperikard) laufen und zu einer Herzbeuteltamponade führen. Bleibt die Lymphe auf den Mittelfellraum (Mediastinum) begrenzt, so spricht man von einem Chylomediastinum.

## Ursachen
- Spontanruptur
- intraoperative Verletzung (v. a. nach Operationen an der Speiseröhre, dem Herzen und der Aorta)
- spitze und stumpfe Traumata
- Verlegung des Ductus thoracicus (z. B. durch einen Tumor)
- Gorham-Stout-Syndrom

## Symptome
Ab einem Volumen von etwa zwei Litern kommt es bei erwachsenen Menschen in der Regel durch Verdrängung der Lunge und des Mediastinums zu Dyspnoe und Tachykardie. Chylöses Punktat bzw. Exsudat kann zur Entstehung eines Pleuraergusses führen.

## Diagnostik
- Klinisch: Abschwächung des Atemgeräusches in den basalen Lungenabschnitten und bei der Perkussion eine Dämpfung.
- Röntgen: Im Röntgenbild des Brustkorbes erkennt man Verschattungen in den tiefliegenden Abschnitten der Pleurahöhle.
- Punktion: Die Punktionsflüssigkeit ist in der Regel milchig trüb und steril. Laborchemisch findet sich darin ein erhöhter Fettgehalt (Erkennbar an der Bestimmung von Triglyceriden und Cholesterin im Pleurapunktat)

## Therapie
Durch wiederholtes Entlasten des Chylothorax (z. B. über eine Bülau-Drainage) versucht man zunächst ein Verkleben der verletzten Stelle des Ductus thoracicus abzuwarten. Dies kann durch eine spezielle Diät (MCT-Diät mit mittelkettigen Fetten) unterstützt werden, bei der die über die Lymphbahnen transportierten kurz- und langkettigen Fette in der Nahrung vermieden werden. Tritt nach 1–2 Wochen keine Besserung ein wird in der Regel die Verletzungsstelle operativ versorgt und der Ductus thoracicus durch direkte Naht wiederhergestellt oder bei unklarer Genese eine Pleurodese durchgeführt.